# 162 (číslo)
Sto šedesát dva je přirozené číslo, které následuje po čísle sto šededesát jedna a předchází číslu sto šedesát tři. Římskými číslicemi se zapisuje CLXII. Stošedesátým druhým dnem kalendářního roku je 11. červen (v přestupném roce 10. červen).

## Chemie
- 162 je neutronové číslo nejstabilnějšího známého izotopu hassia a nukleonové číslo druhého nejběžnějšího izotopu dysprosia a také nejméně běžného a současně nejlehčího přírodního izotopu erbia.[1]

## Matematika
162 je:
- nepříznivé číslo.
- nešťastné číslo.
- sudé číslo
- číslo dělitelné třemi
- nejmenší číslo s devíti rozklady na součet čtyř kladných druhých mocnin:
  - 162 = 1^2+1^2+4^2+12^2 = 1^2+2^2+6^2+11^2 = 1^2+4^2+8^2+9^2 = 1^2+5^2+6^2+10^2 = 2^2+3^2+7^2+10^2 = 3^2+4^2+4^2+11^2 = 3^2+5^2+8^2+8^2 = 3^2+6^2+6^2+9^2 = 4^2+4^2+7^2+9^2
- součet dvou druhých mocnin čísla 9

## Doprava
- Silnice II/162 je česká silnice II. třídy vedoucí na trase Frymburk – Větřní[2]

## Sport
- 162 je celkový počet zápasů, které odehraje každý tým během jedné sezóny MLB.

## Roky
- 162
- 162 př. n. l.